# Kjell Abramson
Kjell Alfons Abramson, född 14 oktober 1923 i Hörnefors, död 1 januari 2019 i Vällingby distrikt, var en svensk arkitekt. Abramson var verksam på Kooperativa förbundets arkitektkontor och senare i den egna byrån Kjell Abramson arkitektkontor AB som han drev tillsammans med hustrun Britta Abramson.

## Biografi
Abramson studerade 1950 vid Högre Konstindustriella Skolan och 1958 Kungliga Tekniska Högskolan båda i Stockholm. Efter studiegången anställdes han på Ahrbom & Zimdal arkitektkontor (Nils Ahrbom och Helge Zimdahl) där han träffade sin framtida hustru Britta Abramson.
Abramson arbetade bland annat tillsammans med Gustavsbergs porslinsfabriks Karin Björquist i att skapa offentliga utsmyckningar. Duon Abramson/Björquist tog bland annat fram väggbeklädnaden, en böljande vägg av stående keramikstavar i en gulbrun glasyr, för Mariatorgets tunnelbanestation.
Abramson ansvarade för ombyggnaden av Dramaten och fick i uppdrag av Ingmar Bergman att rita sitt bostadshus Hammars på Fårö. När Kronobageriet byggdes om 1975–1978 för Musik- och teatermuseet ansvarade Abramson för ombyggnaden på uppdrag av Byggnadsstyrelsen.
Kjell Abramson drev tillsammans med hustrun Britta Abramson gemensam verksamhet i Kjell Abramson arkitektkontor AB. De ritade skolor, lokaler för barnomsorg och bostadshus. De är begravda på Skogskyrkogården i Stockholm.

## Verk ett urval
- Teknorama, annex till Tekniska museet, Museivägen 7, Stockholm 1964.
- Coldinuorden 3 i kvarteret Coldinuorden i Bredäng, 1964-1968.
- Ingmar Bergmans eget hem Hammars på Fårö, 1967.
- Kvarteret Bergholmen i Vårberg, 1965-1967.
- Keramikväggar till tunnelbanestation Mariatorget i Stockholm, tillsammans med Karin Björquist.
- Kronobagereiet Sibyllegatan 2, Stockholm, ombyggnad till Musikhistoriskt museum 1975-1978.
- Daghemmet Krubban, Linnégatan 83, Stockholm 1977.
- Två barnstugor, Yttersta tvärgränd 8 och 11, Stockholm, tillsammans med Britta Abramson 1982.

### Bilder, verk i urval

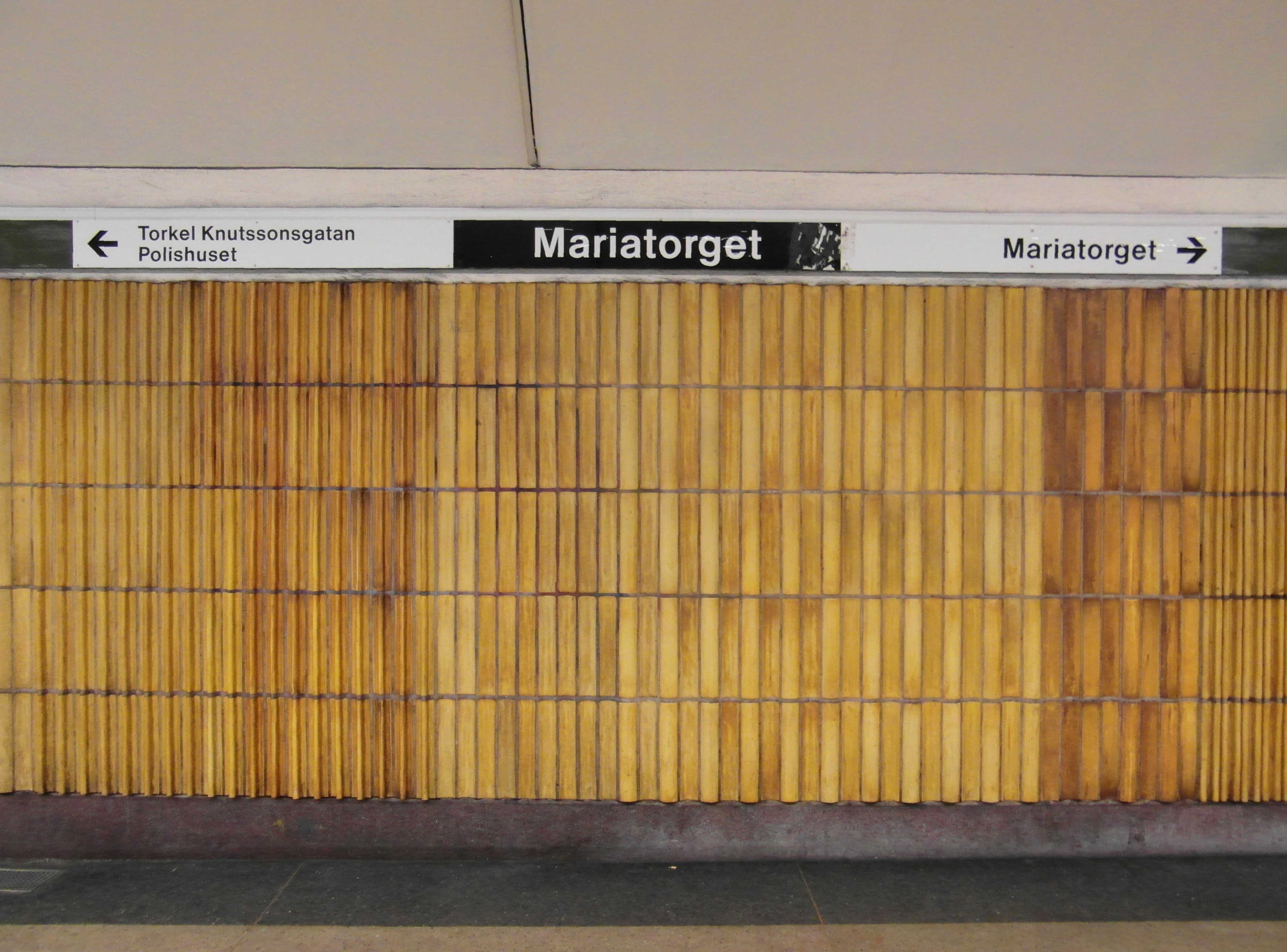
Keramikväggar tunnelbanestation Mariatorget.
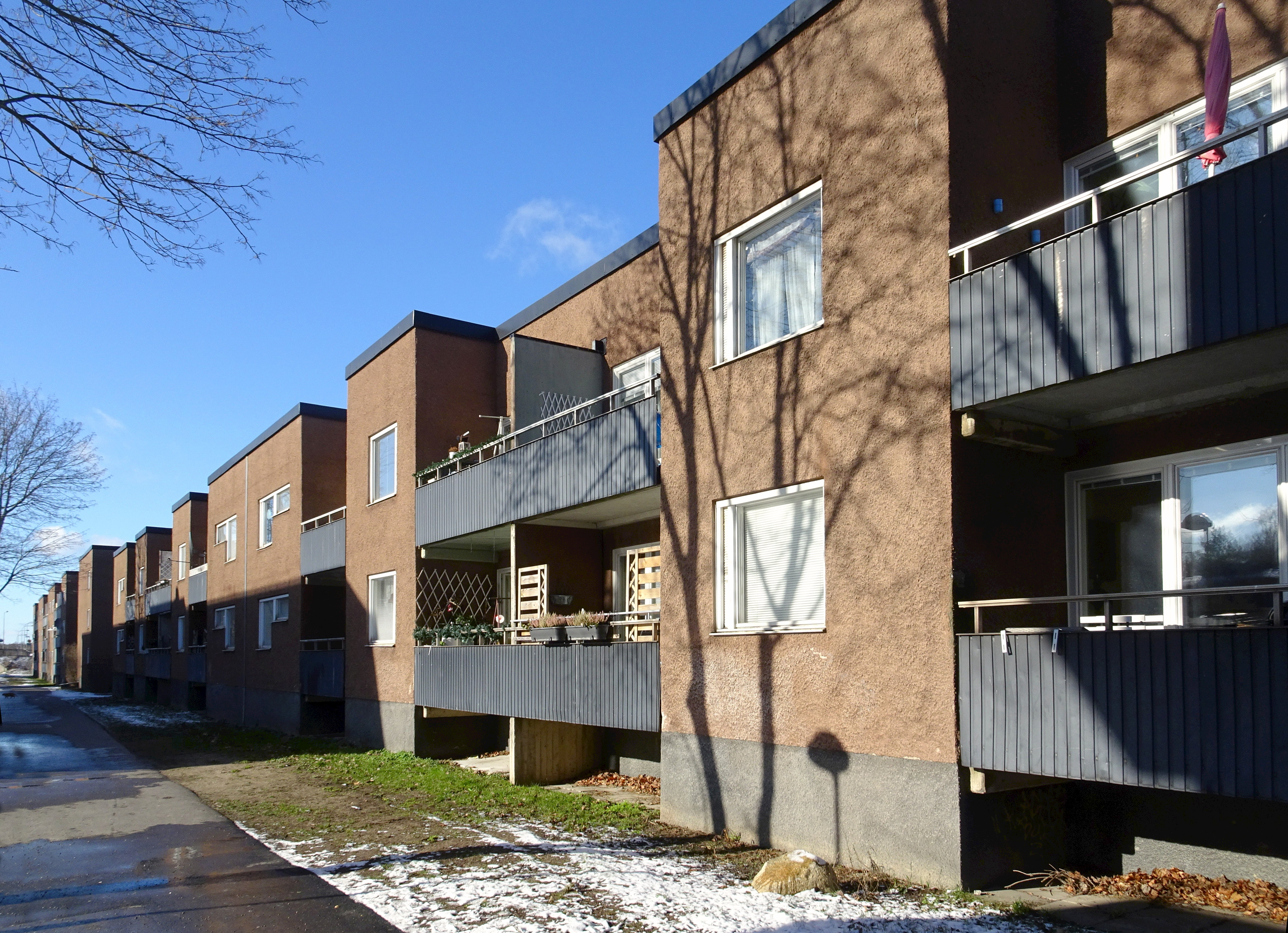
Kvarteret Bergholmen Vårberg.
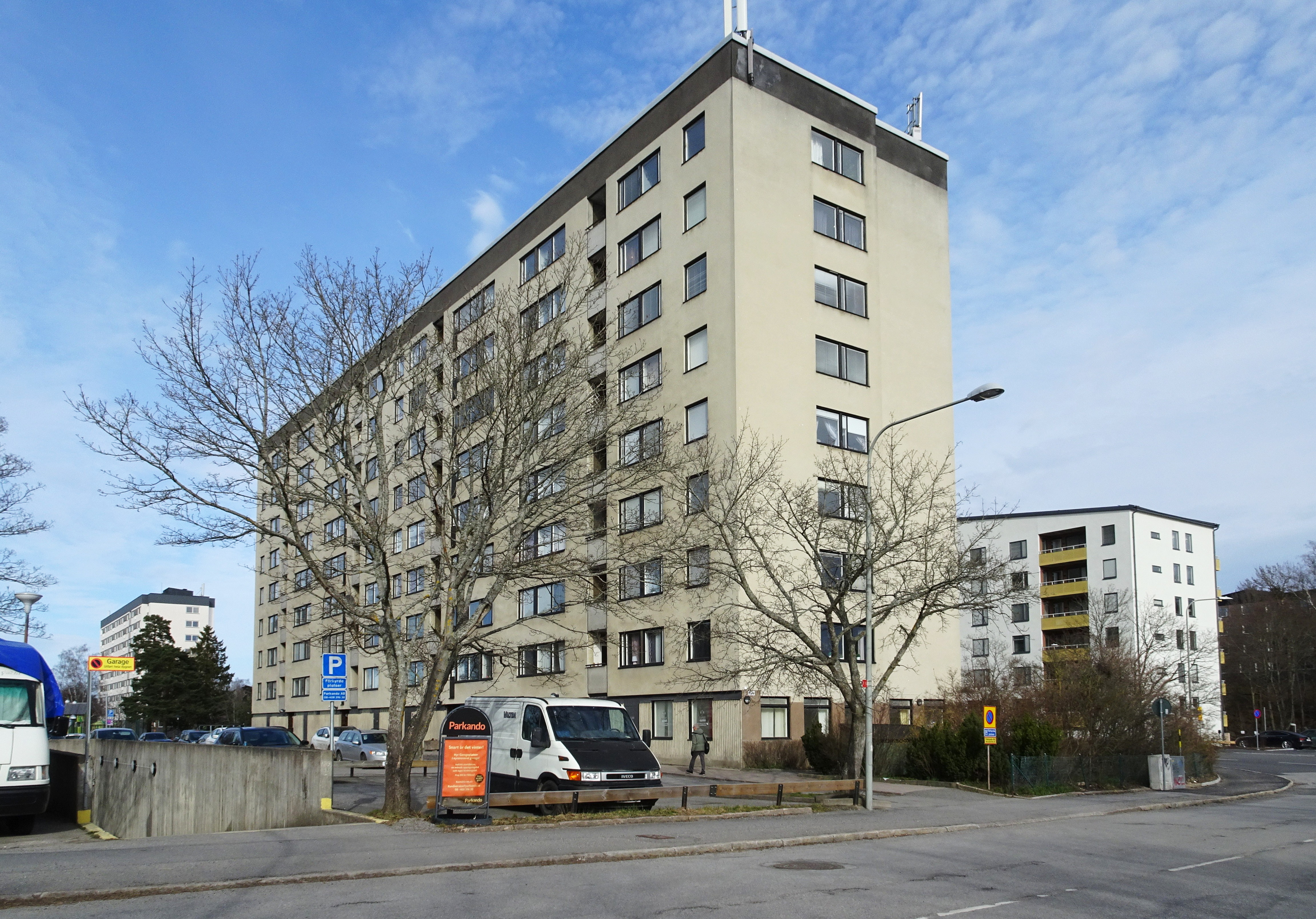
Coldinuorden 3 i Bredäng.
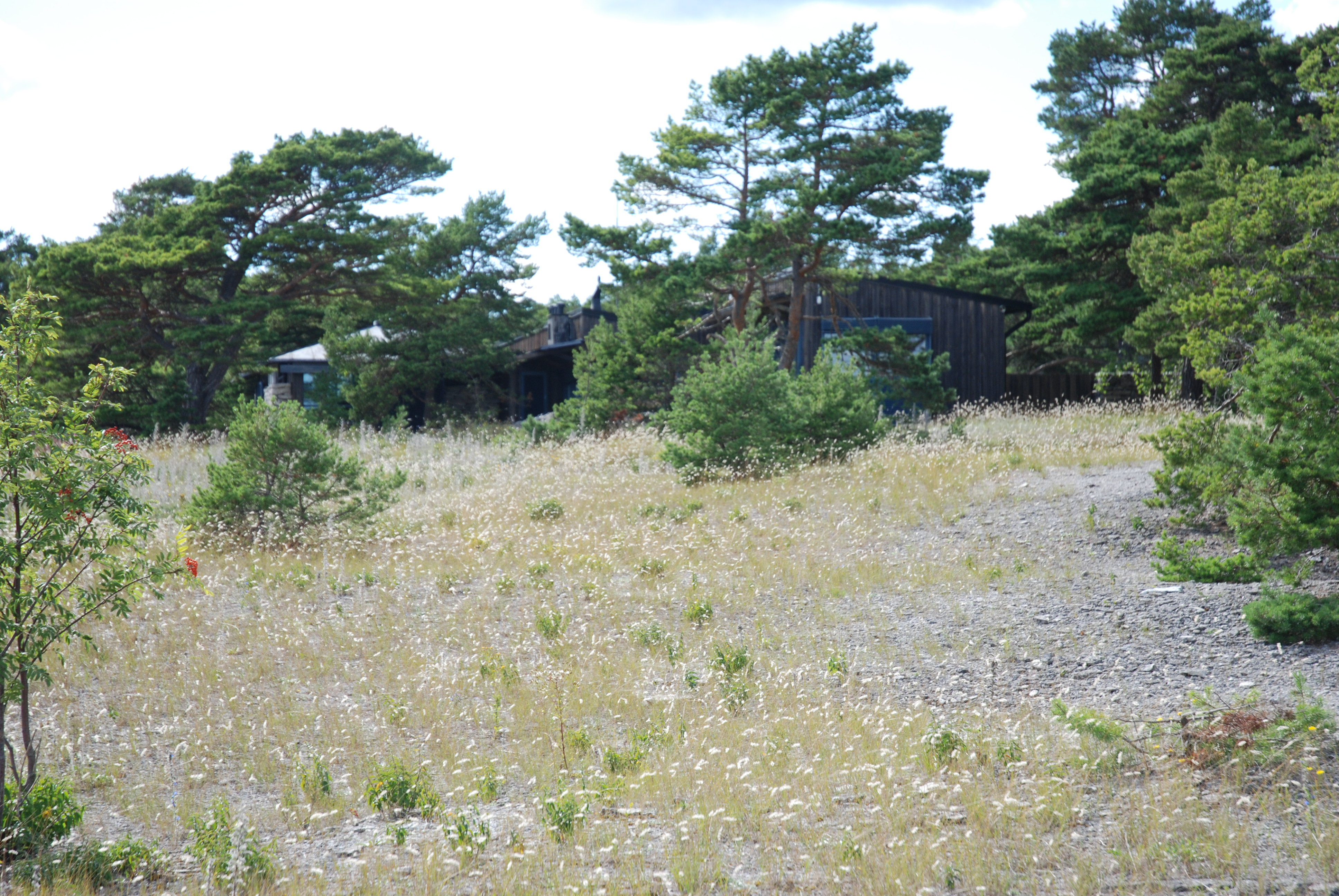
Ingmar Bergmans hus på Fårö.